# 阿部 (企業)
阿部株式会社（あべ）は、愛媛県今治市にかつて存在していたタオル・織物メーカー。

## 概要
1896年に阿部平助と光之助によって「阿部合名会社」として設立。阿部平助は1894年に今治で最初のタオルづくりを始めた人物である。綿布織機を設備すると同時に打出式タオル織機30台を据えつけ、綿ネルとタオルの兼営工場を建設した。
しかし、タオルは製造技術が大阪に比べて劣り、生産コストもかさんで利潤は少なかったので、好調であった綿ネルに主力を注ぐこととなり、1916年にはタオル製織を一時中止した。第二次世界大戦中は軍服用の綿織物を生産し、戦後は東南アジアを中心に広幅綿織物の輸出を拡大した。1960年には綿織物用の織機を改造してタオルの製造を再開。
1960年代末になると、市内の騒音問題や公害問題に直面し、1970年に東予市三芳に15,000坪の土地に織物工場13,500坪とタオル工場1,500坪を併設した 大工場を建設した。しかし、繊維不況で主力の綿織物の輸出が低迷し経営が悪化。
1980年に和議を申請し、旭染織に織物工場、旭染織が設立したトウヨテリーにタオル部門の80名の従業員と三芳工場を譲渡した。1983年には今治造船傘下の今治産業に43億円の債務と土地建物の資産を譲渡。阿部（株）の染晒工場があったところには、今治造船傘下の今治国際ホテルが立地している。 
なお、事業を継承したトウヨテリー（株）は、親会社の旭染織と共に2008年に民事再生手続きの申請した。

## 沿革
- 1890年 - 阿部平助が紀州綿ネルの製造開始。
- 1894年 - 阿部平助が4台の織機でタオル製造開始。
- 1896年 - 「阿部合名会社」設立。
- 1913年 - 「阿部株式会社」に改組。
- 1916年 - 広幅綿織物と綿ネルの製造に特化しタオルの製造を中止。
- 1960年 - 綿織物用の織機をタオル用に改造してタオルの製造を再開し、 手捺染によるプリントタオルの製造開始。
- 1972年 - 三芳工場の操業開始。
- 1980年 - 和議申請。旭染織（株）が設立したトウヨテリー（株）にタオル部門、旭染織に残りの織物工場を譲渡。
- 1983年 - 今治造船（株）傘下の今治産業（株）に43億円の債務と土地建物の資産を譲渡。